# Bazilika sv. Frančiška Asiškega, Assisi
Bazilika svetega Frančiška Asiškega (italijansko Basilica di San Francesco d'Assisi; latinsko Basilica Sancti Francisci Assisiensis) je matična cerkev rimskokatoliškega reda manjših bratov konventualov v Assisiju, mestu v deželi Umbrija v osrednji Italiji, kjer se je rodil in umrl sveti Frančišek Asiški. Je papeška manjša bazilika in eden najpomembnejših krajev krščanskega romanja v Italiji. Bazilika s spremljevalnim samostanom Sacro Convento je značilna znamenitost za tiste, ki se bližajo Asissiju. Od leta 2000 je uvrščena na Unescov seznam svetovne dediščine.
Bazilika, katere gradnja se je začela leta 1228, je vgrajena v hrib in obsega dve cerkvi (znani kot Zgornja in Spodnja cerkev) in kripto, kjer so pokopani ostanki svetnika. Notranjost Zgornje cerkve je pomemben zgodnji primer gotskega sloga v Italiji. Zgornjo in Spodnjo cerkev krasijo freske številnih poznosrednjeveških slikarjev iz rimskih in toskanskih šol in vključujejo dela Cimabueja, Giotta, Simone Martinija, Pietra Lorenzettija in po morda Pietra Cavallinija. Obseg in kakovost del dajejo baziliki edinstven pomen pri dokazovanju izjemnega razvoja italijanske umetnosti tega obdobja, zlasti v primerjavi s preostalo krščansko Evropo.

## Zgodovina
Frančiškanski samostan (Sacro Convento) ter Spodnja in Zgornja bazilika (italijansko Basilica inferiore e superiore) Frančiška Asiškega so se začeli graditi v čast tega lokalnega svetnika, takoj po njegovi kanonizaciji leta 1228. Simone di Pucciarello je zemljišče podaril za cerkev, hrib na zahodni strani Assisija, znan kot Colle d'Inferno (grič pekla), kjer so prej izvajali smrtno kazen. Danes se ta hrib imenuje Rajski hrib.
16. julija 1228 je Frančiška kanoniziral papež Gregor IX. v Asissiju, naslednji dan pa je položil temeljni kamen nove cerkve, čeprav se je gradnja morda že začela. Z gradnjo, ki se je začela po njegovem ukazu, je papež cerkev razglasil za last papeža. Cerkev je zasnoval maestro Jacopo Tedesco, ki je bil v tistih časih najbolj znan arhitekt. Gradnjo je nadzoroval brat Elias iz Cortone, eden prvih privržencev svetega Frančiška in nekdanji generalni vikar reda pri svetem Frančišku. Spodnja bazilika je bila dokončana leta 1230. Na binkošti 25. maja 1230 so posmrtne ostanke svetega Frančiška v slovesni procesiji prinesli v spodnjo baziliko iz njenega začasnega pokopališča v cerkvi San Giorgio, danes bazilika sv. Klare Asiške. Pokopališče je bilo skrito zaradi strahu, da bi bili posmrtni ostanki svetega Frančiška ukradeni in razpršeni. Zgradbo Zgornje bazilike so začeli graditi po letu 1239 in zaključili leta 1253. Obe cerkvi je leta 1253 posvetil papež Inocenc IV.
Papež Nikolaj IV., nekdanji generalni minister reda frančiškanov, je cerkev leta 1288 povzdignil v status papeške bazilike. Trg do cerkve, Piazza del Loge, je obdan s kolonado, zgrajeni leta 1474. Po njej se k tej cerkvi zbirajo številni romarji. Leta 1818 so pod tlemi spodnje bazilike ponovno odkrili ostanke svetega Frančiška. V času vladavine papeža Pija VII. je bila kripta zgrajena tako, da so verniki lahko obiskali svetnikovo mesto pokopa.
27. oktobra 1986 in januarja 2002 se je papež Janez Pavel II. z več kot 120 predstavniki različnih veroizpovedi in krščanskih veroizpovedi zbral v Assisiju na svetovni dan molitve za mir.

### Potres leta 1997
26. septembra 1997 zjutraj sta Italijo prizadela dva potresa z magnitudo 5,7 oz. 6,1 po Rihterjevi lestvici. Prišlo je do obsežnega opustošenja in številne starodavne stavbe so bile uničene ali poškodovane. Medtem ko je skupina specialistov in bratov pregledala škodo na baziliki svetega Frančiška, je zgradbo stresel popotresni udar, ki je povzročil propad oboka. Dva frančiškanska brata, ki sta bila v skupini in dva specialista sta bila ubita. Večina ciklov fresk iz življenja svetega Frančiška, ki jih je Giotto naslikal v Zgornji cerkvi bazilike, je bila rahlo poškodovana, medtem ko so bili tisti deli oboka, ki so se zrušili, skoraj v celoti uničeni. Cerkev je bila dve leti zaprta zaradi obnove. Kolaps je bil posnet na kaseto.

## Arhitektura
Cerkev je zasnoval maestro Jacopo Tedesco na dveh ravneh, od katerih je vsaka posvečena kot cerkev. Znani sta kot bazilika superiore (zgornja bazilika), ki se na splošno imenuje Zgornja cerkev in bazilika inferiore (spodnja bazilika), na splošno imenovana Spodnja cerkev. Spodnja cerkev je bila strukturno velika kripta, ki je podpirala zgornjo. V 19. stoletju je bila pod baziliko zgrajena spodnja kripta. Arhitekturno se zdi, da je zunanjost bazilike združena s samostanom svetega Frančiška, saj vzvišene arkade slednje podpirajo in utrjujejo cerkev v njenem očitno negotovem položaju na pobočju.
Arhitektura je sinteza romanskega in gotskega sloga ter je določila številne značilne značilnosti italijanske gotske arhitekture. Kot sta bili prvotno zgrajeni, sta imeli zgornja in spodnja cerkev preprost enoladijski križni tloris s štirimi kvadratnimi obočnimi polami, kvadratnim križiščem, transeptom, ki je štrlel za polovico obočne pole na vsaki strani in apsido, spodnja je polkrožna in zgornja poligonalna. Levo od cerkve stoji samostoječi zvonik v romanski zasnovi.
Spodnja cerkev je bila v celoti zgrajena v romanskem slogu z nizkimi polkrožnimi rebrastimi križnimi oboki nad ladjo in banjastimi oboki nad transeptnimi kraki. Vendar pa je bil prostor močno razširjen s številnimi stranskimi in transeptnimi kapelami, ki so bile dodane med letoma 1350 in 1400. Glavni vhod v ladjo je skozi okrašena gotska vrata, zgrajena med letoma 1280 in 1300, kasneje pa zaprta s preprosto verando v slogu renesanse leta 1487, delo Francesca di Bartolomea da Pietrasanta († 1494). V timpanonu gotskih vrat je okrašeno rožnato okno, ki so ga imenovali oko najlepše cerkve na svetu.
Zgornja cerkev ima fasado iz pobeljene opeke, razdeljeno na dve vodoravni coni približno enake višine in s preprostim zatrepom višine, ki je enak spodnjim conam. Obstajajo ena velika vrata v gotskem slogu, razdeljena s stebrom in z rožnatim oknom v timpanonu nad dvema zakrivljenima lokoma. Nad vrati je v drugi coni veliko in okrašeno rožnato okno, v katerem je večina dekorativnih detajlov v romanskem slogu. Okrog nje so izrezljani simboli štirih evangelistov, ki skupaj z oknom ustvarijo kvadratno kompozicijo. Nad njim v zatrepu je rozeta. Levo od fasade in vidna tako iz preddverja Zgornje cerkve kot Spodnje cerkve je benediktinska loža v baročnem slogu, ki je bila zgrajena leta 1754, ko je bila cerkev dvignjena v status bazilike.
Znotraj Zgornja cerkev ohranja prvotni preprost enoladijski križni tloris. Tako kot Spodnja cerkev je tudi ladja s štirimi travejami z rebrastimi križnimi oboki. Za razliko od Spodnje cerkve so le diagonalna rebra polkrožne oblike. Prečna rebra so na gotski način zašiljena in se tako dvignejo na celotno višino širših diagonalnih reber. Vsaka skupina reber izvira iz skupine strnjenih stebrov. Navzven so stebri in oboki podprti s trdnimi oporniki polkrožnega tlorisa. Za razliko od Spodnje cerkve imajo transepti tudi rebrasti oboki.
V vsaki traveji ladje in v poligonalni apsidi svetišča so visoka gotska okna z geometrijskimi vzorci. Menijo, da so okna v apsidi ustvarili nemški obrtniki, dejavni okoli Assisija konec 13. stoletja. Okna na levi strani ladje je izdelala francoska delavnica (1270), na desni pa delavnica Maestra di San Francesca. Ti vitraji so med najboljšimi primerki italijanskega steklarstva iz 13. stoletja.
Kot je značilno za italijansko cerkveno arhitekturo, je glavna dekorativna značilnost in glavni medij, ki se uporablja za posredovanje cerkvenega sporočila, freska in ne vitraj. Najstarejše freske so nekatere od tistih v Spodnji cerkvi. Delo je potekalo s številnimi različnimi projekti in zdi se, da je vključevalo številne umetnike, med katerimi so nekateri tako znani kot Cimabue in Giotto, vendar mnogi med njimi niso več znani po imenu.

## Zgornja bazilika
Ta svetla in prostorna bazilika je sestavljena iz enojne ladje s štirimi travejami s križno obokanim stropom, obrobljenim z vzorci križev in listov, transeptom in poligonalno apsido. Štirje rebrasti oboki so okrašeni izmenično z zlatimi zvezdami na modrem ozadju in slikami. Drugi obok je okrašen z rondelii s Kristusovimi doprsji, obrnjenimi proti svetemu Frančišku in Mariji proti svetemu Janezu Krstniku. Vhodni obok nam kaže štiri latinske cerkvene učitelje: svetega Gregorja s svetim Hieronimom in svetega Ambroža s svetim Avguštinom. Te pripisujejo Mojstru Izaku.
Kor ima 102 lesene korne klopi z rezbarijo in intarzijo Domenica Indovinija (1501). V njihovem središču na dvignjeni ploščadi stoji papeška katedra.
Zahodni konec transepta in apsido je okrasil Cimabue in njegova delavnica s številnimi freskami (od leta 1280). Veličastno Križanje s svetim Frančiškom na kolenih ob vznožju križa znova poudarja čaščenje Kristusovega trpljenja s strani svetega Frančiška. Cimabueve freske so kmalu trpele zaradi vlage in razpada. Zaradi uporabe svinčevega oksida v njegovih barvah in dejstva, da so bile barve nanešene, ko omet ni bil več svež, so se poslabšale in so se zmanjšale na fotografske negative.
Pred njim je bilo v zgornjem desnem delu transepta nekaj okraskov (anonimnega) severnega mojstra, verjetno angleškega umetnika (1267–1270). Okrasil je dve luneti in reondele na zahodni steni s slikami angela in apostolov. Drugi (anonimni) mojster, rimski mojster, je naslikal Izaijo in Davida ter preostanek stene pod vzhodno luneto.
Zgornji del na obeh straneh ladje, ki je bil močno poškodovan zaradi potresa leta 1997, je bil okrašen v dveh vrstah s skupaj 32 prizori iz Stare zaveze (začenši s Stvarjenjem sveta in končno z Jožef odpušča bratom) in Novo Zavezo (od Oznanjenja do Ženske pri grobu), zgornji register vhodne stene je prekrit z dvema freskama Binkošti in Jezusov vnebohod. Ker je trajalo približno šest mesecev, da so naslikali eno travejo ladje, so različni rimski in toskanski mojstri, privrženci Cimabueja, kot so Giacomo, Jacopo Torriti in Pietro Cavallini, izvedli to serijo prizorov.
Dve freski iz Izakovega življenja (Izak blagoslovi Jakoba in Ezav pred Izakom) v srednjem registru tretje traveje sta tradicionalno pripisana mlademu Giottu (1290–1295) (ki ju je prej Vasari napačno pripisal Cimabueju). Toda tudi to je bilo sporno. Mnogi kritiki to cenijo kot delo anonimnega Mojstra Izaka in njegove delavnice. Na podlagi slogovnih podrobnosti, ki potrjujejo njegovo rimsko ozadje, nekateri menijo, da je bil mojster Izak morda Pietro Cavallini ali privrženec. Pietro Cavallini je okoli leta 1290 naslikal podobno fresko Izak blagoslovi Jakoba v samostanu cerkve Santa Cecilia v Trastevereju v Rimu. Položaj počivajočega Izaka je videti kot enaka lega Device v Cavallinijevem mozaiku Rojstvo Device v apsidi cerkve Santa Maria in Trastevere v Rimu. Mojster Izaka velja za enega prvih izvajalcev prave freske (buon fresco), ki je v naslednjih stoletjih revolucionirala stensko slikarstvo.
Najpomembnejša dekoracija pa je serija 28 fresk, pripisanih mlademu Giottu vzdolž spodnjega dela ladje. Vsaka traveja vsebuje tri freske nad podnožjem na vsaki strani ladje, dve freski v vzhodni galeriji ob vhodu in še dve na vhodni steni. Giotto je uporabil Legendo Maior, življenjepis svetega Frančiška, ki ga je ustvaril sveti Bonaventura (1266), da bi rekonstruiral glavne dogodke v življenju svetega Frančiška. Prototip tega cikla je bil morda (zdaj izgubljen) cikel svetega Frančiška Pietra Cavallinija v cerkvi San Francesco a Ripa v Rimu. Slike so tako žive, kot da bi bil Giotto priča tem dogodkom. Po besedah Vasarija so bili izdelane v obdobju med letoma 1296 in 1304.
Vendar je avtorstvo Giotta sporno zaradi dvoumnih atribucij, navedenih v zgodnjih opisih tega dela. Mnogi italijanski kritiki še naprej podpirajo avtorstvo Giotta in njegove delavnice. Toda zaradi majhnih razlik v slogu z Izakovimi freskami se domneva, da so več ali celo vse te freske naslikali vsaj trije ločeni slikarji z uporabo prvotnega koncepta Giotta: Mojster legende o svetem Frančišku (glavni slikar in verjetni nadzornik cikla), mojster pogreba svetega Frančiška in mojster Cecilije.
Prvi razpon stropa je okrašen s freskami Štirih cerkvenih učiteljev (Hieronima, Avguština, Gregorja in Ambroža), pripisanih bodisi mlademu Giottu bodisi enemu od njegovih privržencev. Tretji razpon predstavlja štiri srčaste oblike medaljonov Kristusa, Marije, Janeza Krstnika in Frančiška, ki jih je naslikal Jacopo Torriti.
Fasada Zgornje bazilike ima portal v gotskem slogu z dvojnimi vrati in čudovitim rožnatim oknom.

## Spodnja bazilika
Brat Elias je Spodnjo baziliko zasnoval kot ogromno kripto z rebrastimi oboki. Svoje izkušnje je pridobil z gradnjo ogromnih grobov iz trdega kamna v Siriji.
Nas vrati je veliko okno rozeta, obdano z dvema manjšima, imenovano »oko najlepše cerkve na svetu«. Okraske na levih lesenih vratih je izvedel Ugolinuccio da Gubbio (okoli 1550) in tiste na desnih vratih anonimnega umetnika iz Umbrije (1573). Prikazujejo zgodbe iz življenja svetega Frančiška, svete Klare, svetega Ludvika in svetega Antona. Na levi steni verande stoji doprsni kip papeža Benedikta XIV., ki je tej cerkvi podelil naziv patriarhalne bazilike in Cappella Papale. Teološko dejanje papeža Benedikta XVI. leta 2006, ko se je odpovedal nazivu zahodnega patriarha, je imelo za posledico, da se je bazilika spremenila v ime papeške bazilike sv. Frančiška.
Ob vstopu v Spodnjo baziliko se na drugi strani veže vidi kapela svete Katarine Aleksandrijske, postavljena okoli leta 1270. Povečal jo je Gattapone da Gubbio in jo okrasil na račun kardinala Egidia Albornoza, papeškega legata, zadolženega za Papeške države (od 1350 do 1367). Sprva je bil pokopan tukaj, vendar so njegovo telo kasneje prenesli v Toledo v Španiji. Freske z osmimi epizodami iz življenja svete Katarine je v letih 1368–1369 naslikal Andreas pictor de Bononia. Ta slikar, imenovan Andrea, je najverjetneje Andrea de’ Bartoli (okoli 1349–1369), dvorni umetnik Albornoza (in ne Andrea da Bologna, kot je običajno, vendar napačno pripisan). Svetnike v tej kapeli je naslikal Pace di Bartolo d'Assisi (1344–1368). Vitraji so delo Giovannija di Bonina iz Asizija (sredina 14. stoletja).
Na levi strani vhoda je majhna kapelica sv. Boštjana z Giorgettijevim platnom in epizodami iz življenja svetnika na stenah, naslikanih c. 1646, delo G. Martellija (Irene skrbi za sv. Boštjana; sv. Boštijan pred Domicijanom). Levo steno te kapele krasijo nekatere slike Ottaviana Nellija (15. stoletje) in slika svetega Krištofa (Umbrijska šola, 14. stoletje).
Na desni strani vhoda sta dva spomenika anonimnih umetnikov: v prvi traveji mavzolej Giovannija de' Cerchija, nad katerim stoji porfirna vaza iz 14. stoletja (darilo ciprske kraljice) in mavzolej Janez Briennski, kralj Jeruzalema in cesar-regent Konstantinopla. Nad tem zadnjim nagrobnim spomenikom stoji kip Blažene Device in na levi strani lik kronane ženske, sedeče na levu, ki ga je izdelal Cosmatesco (1290).
Močno propadajoče freske na stenah in obokih tretjega odseka tega vhoda so delo Cesareja Sermeija in G. Martellija (1645). Kapela na desni strani tretjega oddelka je posvečena svetemu Antonu opatu. V nišah v steni so nagrobni spomeniki guvernerja Spoleta (takrat že del papeške države) Blasca Fernandeza in njegovega sina Garcie, oba umorjena leta 1367 (anonimni lokalni umetnik, 14. stoletje).
Spodnjo baziliko sestavlja osrednja ladja z več stranskimi kapelami s polkrožnimi loki. Ladjo krasijo najstarejše freske v cerkvi neznanega umetnika, imenovanega Maestro di San Francesco. Na desni strani predstavljajo pet prizorov iz Kristusovega trpljenja, na levi pa enako pet prizorov iz Življenja sv. Frančiška. S tem sopostavljanjem so frančiškani želeli prispevati k zamisli o svojem ustanovitelju kot drugem Kristusu.
Povezuje jih nizek strop, pobarvan v modri barvi, okrašen z zlatimi zvezdicami. Večina slik na spodnjih stenah je propadla, tako da skoraj niso pustile sledi, razen na drobcih desne stene Device in otroka z angelom Cimabueja.
Te freske, izvedene v temperi na suhem ometu, so bile dokončane okoli leta 1260–1263. Mnogi jih štejejo za najboljše primere toskanskih stenskih slik pred Cimabuejem. Ker se je priljubljenost te cerkve povečevala, so med letoma 1270 in 1350 dodali stranske kapele za plemiške družine, ki so uničile freske na odprtih stenah.
Prva kapela na levi je kapela San Martino, posvečena svetemu Martinu iz Toursa. Zgradil jo je frančiškanski kardinal Gentile Portino da Montefiore, med letoma 1317 in 1319 pa ga je okrasilo deset fresk, ki prikazujejo svetnikovo življenje, delo Simone Martinija. To posvetilo se je najverjetneje nanašalo na položaj kardinala kot kardinala-duhovnika bazilike svetega Martina "ai Monti" v Rimu in naj bi bilo njegovo pokopališče. Verjetno je bila v času Montefiorove smrti (oktobra 1312) nepopolna, zato je bil pokopan v sosednji kapeli sv. Ludvika. Martini je v kapeli sv. Elizabete (južni krak transepta) naslikal tudi triptih, ki prikazuje Madonno in otroka z dvema madžarskima kraljevima svetnikoma z vrsto petih spremljevalcev. To so ena največjih Martinijevih del in najboljši primeri slikarstva iz 14. stoletja. Sčasoma pa je njegova uporaba svinčeve barve zatemnila več odsekov teh del.
Druga kapela na levi je posvečena svetemu Petru iz Alcantare.
Kapele na desni so posvečene svetnikom:
- Ludviku iz Toulousa in Štefanu I. Ogrskem, s freskami Dona Donija (1575) in vitraji, pripisani Simone Martiniju.
- Antonu Padovanskem, s freskami Cesara Sermeija (1610).
- Marija Magdalena. Ta kapela, ki jo je zgradil Teobaldo Pontano (asiški škof od 1296 do 1329), vsebuje nekaj najboljših del Giottove delavnice in morda mojstra (približno 1320). (Vasari je napačno pripisal Puccio Capanna.) Na stranskih stenah so prizori iz Življenja Marije Magdalene (nad portretom Teobalda Pontana), medtem ko so v oboku rondeli s doprsnimi kipi Kristusa, Device, Marije Magdalene in Lazar.

Ladja se konča z bogato okrašeno polkrožno apsido, pred katero je transept z banjastimi oboki.
Freske v desnem transeptu prikazujejo Kristusovo otroštvo, deloma Giotta in njegove delavnice ter Rojstvo anonimnega maestra di San Nicola. Najnižja raven prikazuje tri freske, ki predstavljajo svetega Frančiška, ki posmrtno posegajo v korist dveh otrok. Te freske Giotta so bile v svojem času revolucionarne in so prikazovale resnične ljudi s čustvi, postavljenimi v realistično pokrajino.
- Sveti Martin zapusti viteško življenje in se odreče vojski (freska Simone Martini) v kapeli San Martino.
- Maestà s svetim Frančiškom , avtor Cimabue.
- Madonna dei Tramonti iz 14. stoletja Pietra Lorenzettija na platnu.

Na steni transepta je Cimabue naslikal podobo Ustoličene Gospe in svetega Frančiška (1280). To je verjetno najbližja podobnost, ki prikazuje dejanski videz svetega Frančiška. Ta statična slika v gotskem slogu je v popolnem nasprotju z živahnimi freskami Giotta.
Kapelo svetega Nikolaja iz Barija, na severnem koncu transepta, je naročil papeški legat kardinal Napoleone Orsini in vsebuje grob kardinalovega brata Giovannija Orsinija, ki je umrl med letoma 1292 in 1294. Nagrobni spomenik je postavljen v niši nad oltarjem, z ležečim likom mladeniča, ki je bil postavljen v mrliško komoro in obkrožen z dvema angeloma. Reliefe je izklesal umbrijski kipar, verjetno lokalnega izvora. Med grobom in vitrajem se pojavi freskopisan triptih, pripisan Giottovi šoli, ki predstavlja Madono in otroka s svetim Frančiškom in Nikolajem. Cikel, ki krasi stene kapele, dokončan do leta 1307, obsega dvanajst prizorov, naslikanih na stropu in na stenah, ki ponazarjajo življenje in čudeže svetega Nikolaja. Prizor posvetitve kapele je naslikan nad lokom vhoda na južni steni: Odrešenik prejme poklon Giovannija Orsinija, ki ga je predstavil sv. Nikola in Napoleona Orsinija, ki ga je predstavil sveti Frančišek. Vitraji prikazujejo kardinala Napoleona, ki so ga na vrhu predstavili Kristusu, in njegovega brata svetemu Nikolaju v spodnjem pasu. Na južnem koncu transepta je kardinal Orsini naročil novo kapelo, posvečeno sv. Janezu Krstniku, ki je bila verjetno prvotno zgrajena za grobnico Napoleona Orsinija samega, vendar kardinal tam ni bil nikoli pokopan in grob je ostal prazen. Vzporedna arhitekturna ureditev obeh kapelic Orsinijev kaže, da sta bili zasnovani skupaj. Vendar okraski kapele, posvečene svetemu Janezu Krstniku, niso bili nikoli dokončani. Pietro Lorenzetti (ali njegova delavnica) je izvedel freskopisan triptih z Madono in otrokom s svetniki Janezom Krstnikom in Frančiškom.
Levi transept je okrasil sienski slikar Pietro Lorenzetti in njegova delavnica med letoma 1315 in 1330 (ki ga je Vasari pripisal Pietru Lorenzettiju in tudi (napačno) Giottu in Puccio Capanniju). Ta cikel tempera fresk je njegova mojstrovina. Prikazujejo šest prizorov iz Kristusovega pasijona. Freska Snemanje s križa je še posebej čustvena. Za dokončanje tega cikla je bilo potrebnih približno 330 delovnih faz. Pod monumentalnim prizorom Križanje je Pietro Lorenzetti izvedel fresko Madone z otrokom v spremstvu svetnikov Janeza Evangelista in svetega Frančiška (tako imenovana Madonna dei Tramonti). Fresko spremlja freskirans niša, ki vsebuje liturgična orodja in izmišljeno klop.
Kombinacija fresk Otroštvo in Pasijon poudarja vzporednico med Kristusovim pasijonom in sočutjem svetega Frančiška.
Papeški oltar v apsidi je bil izdelan iz enega kamnitega bloka iz Coma leta 1230. Okrog oltarja je vrsta okrašenih gotskih lokov, podprtih s stebri v različnih slogih. Lepe gotske klopi z orehovega lesa je leta 1471 dokončal Apollonio Petrocchi da Ripatransone s pomočjo Tommasa di Antonia Fiorentina in Andrea da Montefalca.
Nekoč s freskami, ki prikazujejo alegorijo križanja Stefana Fiorentina (uničene leta 1622), so stene apside zdaj pokrite s Poslednjo sodbo Cesarea Sermeija di Orvieta (1609–1668).
Slike v lunetah obokov (1315–20) prikazujejo Zmagoslavje svetega Frančiška in tri alegorije Poslušnost, Revščina in Čistost tako imenovanega Maestra delle Vele (mojstra asiških obokov), učenca Giotta (približno 1330).
Vitraji v tej spodnji baziliki so pripisani Giovanniju di Boninu in njegovi delavnici.

## Kripta
Na polovici ladje se lahko po dvojnem stopnišču spustimo v kripto. To pokopališče svetega Frančiška so našli leta 1818. Njegove ostanke je skril brat Elias, da bi preprečil širjenje njegovih relikvij v srednjeveški Evropi, zgodbo, ki jo je povedal Jon M. Sweeney v The Enthusiast.  Po ukazu papeža Pija VII. je bila pod spodnjo baziliko zgrajena kripta. Oblikoval jo je Pasquale Belli z dragocenim marmorjem v neoklasicističnem slogu. Vendar pa jo je med letoma 1925 in 1932 preoblikoval Ugo Tarchi v golem kamnu v neoromanskem slogu.
Starodavna kamnita krsta z železnimi okovi je na odprtem prostoru nad oltarjem. Leta 1934 so bili njegovi najbolj zvesti bratje pokopani v vogalih stene okoli oltarja: brat Rufino, brat Angelo, brat Masseo in brat Leo.
Ob vhodu v kripto so dodali žaro z ostanki Jacopa dei Settesolija. Ta ženska rimskega plemstva, ljubkovalno imenovana brat Jacoba, je bila najbolj zvesta prijateljica in dobrotnica svetega Frančiška. Bila je ob njem v Porcijunkuli (Papeška bazilika svete Marije Angelske, Assisi) ob uri njegove smrti.

## Samostan sv. Frančiška
Poleg bazilike stoji samostan Sacro Convento s svojimi impozantnimi stenami s 53 romanskimi loki in močnimi oporniki, ki podpirajo celoten kompleks. Spodaj se dviga nad dolino in daje vtis trdnjave. Zgrajen je bil z rožnatim in belim kamnom z gore Subasio. Leta 1230 so ga naselili bratje. Toda gradnja je trajala dolgo, zaradi česar so se prepletali različni slogi: romanski in gotski. Večji del je bil zgrajen v času vladavine papeža Siksta IV., Frančiškana, med letoma 1474 in 1476.
V samostanu je zdaj velika knjižnica (s srednjeveškimi kodeksi in neprecenljivimi predmeti), muzej z umetninami, ki so jih romarji darovali skozi stoletja in 57 umetniškimi deli (predvsem florentinskih in sienskih šol) iz Perkinsove zbirke.
Zvonik v romanskem slogu je bil dokončan leta 1239.